# 张耀 (1924年)
张耀（1924年11月20日—2014年12月12日），曾用名张宗耀，男，江苏泗阳人，中华人民共和国政治人物、中国人民解放军将领。

## 生平
张耀是江苏省泗阳县张家圩乡张庄人。父亲为张正富，弟张瀚。1939年10月，张耀在当地中药店当学徒。1941年9月，参加中共组织，并于同年10月加入中国共产党。11月，加入中共泗沭县委青年干部训练班学习。1942年3月结业后，出任中共泗沭县王集镇支部书记。9月，因王集镇改划为四个乡镇，他出任中心支部书记。1943年3月，改任中共南园乡支部书记兼乡长。8月，任泗沭县第四区第三边防队（后改称第四区中队）副政治指导员，期间率部参加泗沭县花井嵇村伏击战。1944年4月，升任泗沭县总队（后改称警卫团）第二连副政治指导员，率部围攻小陈庄的日军伪军据点。1945年4月，改任新四军第三师第十旅兼苏北军区淮海军分区新编第团特务连副政治指导员。8月，任第十旅第三十团特务连副政治指导员，率部参加淮阴战斗。10月，改任新四军第十旅第三十团迫击炮连政治指导员，随部进军东北，任东北人民自治军第三师第十旅第三十团迫击炮连政治指导员，率部开辟西满根据地。1946年，相继参加铁岭战斗、开原战斗、昌图战斗、二道沟战斗、大洼战斗等。9月，参加靠山屯战斗和临江战役。1947年，参加夏、秋季攻势战斗。11月，任东北民主联军第二纵队第五师第十五团政治处组织股干事。1948年1月，改任营副政治教导员、政治教导员，参加辽沈战役。1948年，相继参加平津战役、衡宝战役和广西战役等。
中华人民共和国成立后，出任中国人民志愿军第三十九军第116师第348团营政治教导员、团政治处组织股股长、后勤部政治处副主任，教导队政治教导员，率部参加朝鲜战争第一次战役至第五次战役。朝鲜战争后，荣获朝鲜民主主义人民共和国三级国旗勋章和二级自由独立勋章。1953年6月，回国后任第116师政治部干部科科长。7月入总高级步兵学校学习。1955年8月，任防化学兵学校战术系主任，同年荣获三级独立自由勋章、三级解放勋章。
1959年“反右倾运动”中被错划为“右倾机会主义分子”。1960年6月任防化学兵部科研部战役研究处参谋、学术研究处参谋。1962年6月平反。1964年6月，任防化学兵司令部军训处副处长。文化大革命期间再次受到迫害。1975年8月以后，任防化学校副校长。1979年，任学院训练部副部长。1980年平反。1983年，任防化学院院长。1988年，荣获独立功勋荣誉章。
2014年12月12日，在北京去世，享年90岁。

## 著作
著有回忆录《风云五十七》。